# Lubiń

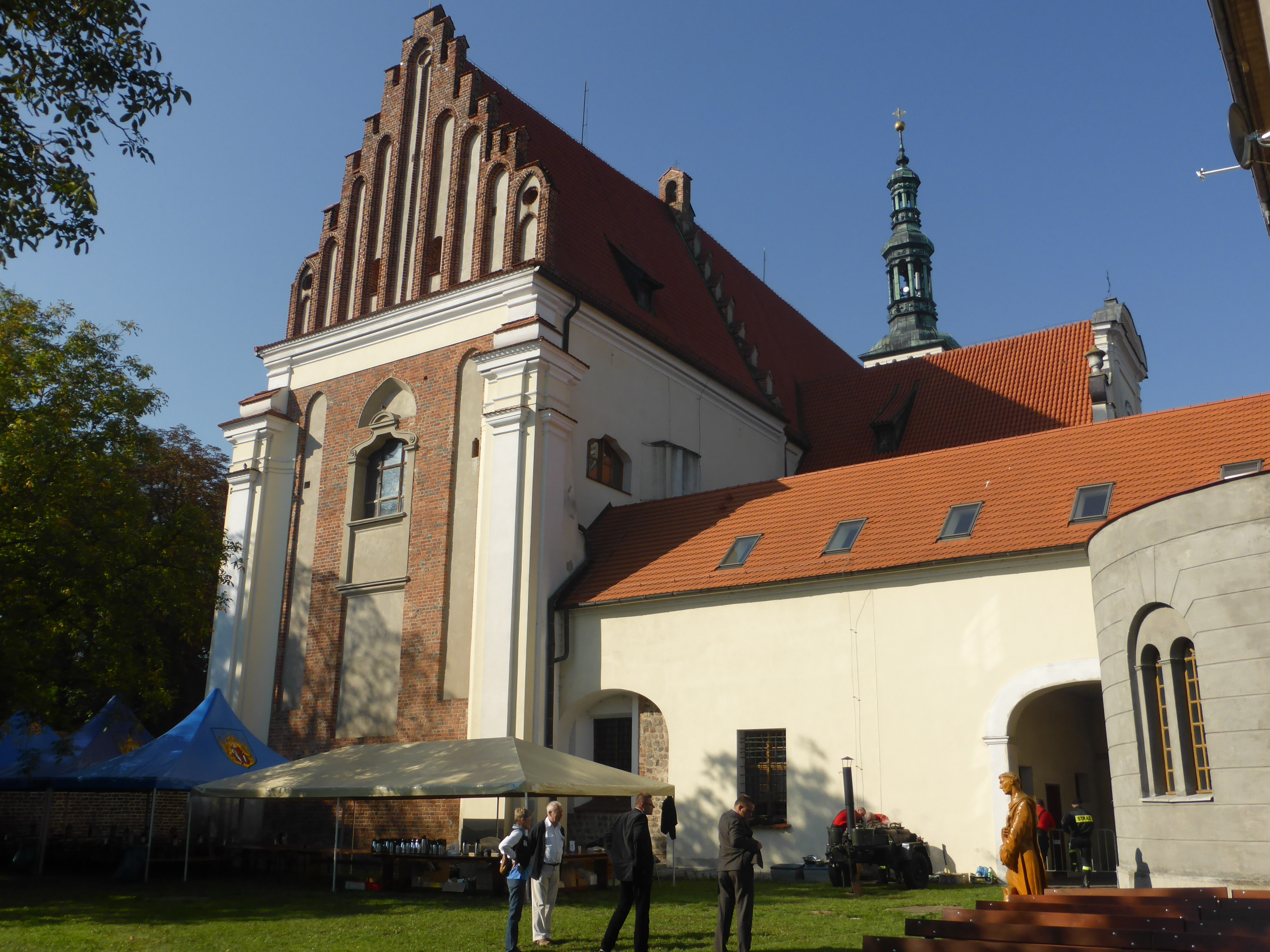
Klosterkirche Lubiń

Lubiń (deutsch Lubin) ist ein Dorf in der Region Großpolen. Es gehört zur Gemeinde Krzywiń im Powiat Kościański. Der Ort liegt 22 Kilometer südöstlich von Kościan  und 49 Kilometer südlich von Poznań (deutsch Posen).
Sehenswert in Lubiń ist das Benediktinerkloster. Schon im 11. Jahrhundert wurde hier die erste Abtei gegründet. Die Benediktiner kamen nach Lubiń aus Lüttich in heutigem Belgien (lat. Leodium). Die heutige Klosterkirche ist ein Barockbau und steht unter Denkmalschutz.

## Persönlichkeiten
- Adam Knioła (1911–1942), polnischer Fußballspieler